# Andréi Grachov
Andréi Dmítrievich Grachov (en ruso: Андрей Дмитриевич Грачёв, a veces transliterado Grachev; 1900-1964) fue un científico ruso  dedicado durante la etapa soviética al desarrollo de motores-cohete.

## Semblanza
Originario de San Petersburgo, fue detenido en 1938 con motivo de las purgas de Stalin, siendo liberado en 1942 por recomendación de Lavrenti Beria (junto con otros siete técnicos que habían tenido un destacado papel en el desarrollo de un motor diésel de producción) para potenciar el esfuerzo bélico de Rusia en plena Segunda Guerra Mundial.
Los últimos dieciséis años de su vida (entre 1948 y 1964) fue colaborador del diseñador jefe Valentín Glushkó en el OKB-GDL, especializado en motores-cohete de propelentes líquidos.

## Controversia sobre la denominación delcráter lunar Grachev
A mediados de la década de 1960, en plena Guerra Fría entre la URSS y los EE. UU., circularon rumores en medios de comunicación occidentales acerca de una supuesta misión espacial soviética, que habría acabado trágicamente con un cosmonauta perdido en el espacio: Alekséi Grachev. Según estas fuentes de información, el gobierno ruso habría ocultado este fracaso para no perjudicar su prestigio en la pugna espacial que mantenían con los estadounidenses.
Cuando en 1970 el apellido Grachev apareció entre las denominaciones aceptadas por la Unión Astronómica Internacional para designar cráteres de la Luna, se volvieron a desatar los antiguos rumores, dándose crédito a la idea de que la designación del cráter era un homenaje póstumo al cosmonauta desaparecido, sin reparar en que el personaje homenajeado, el científico Andréi Grachov, contaba ya con 64 años de edad cuando falleció en 1964, por lo que no podía ser el cosmonauta de igual apellido presuntamente desaparecido.

## Eponimia
- El cráter lunar Grachev lleva este nombre en su memoria.[1]